# 海岛文明
《海岛文明》（又译作）是德国独立游戏公司灰熊游戏开发并发行的休闲城市建造遊戲，2019年4月4日在Steam首发Microsoft Windows版，同年六月新增支持macOS和Linux平台。《海島文明：遊戲機版》（Islanders: Console Edition）由Coatsink於2021年8月在任天堂Switch、PlayStation 4和Xbox One發行。Coatsink於2022年5月收購遊戲系列。
玩家进入游戏后把仓库中的建筑按策略摆放到程序生成岛屿获取积分，积分能换取建筑放入仓库，进而解锁新类型建筑乃至迁至新岛继续游戏。如果岛上没有位置摆放建筑，或是仓库建筑用完导致无法继续获取积分，则游戏结束。游戏整体目标是尽量拿到高分。
《海岛文明》开发周期约为七个月，灰熊游戏公司开发人员此时还在柏林工程与经济应用科学大学学习电子游戏设计。开发组都很喜欢城市建造游戏并从中汲取灵感，考虑到人员不足，他们为减轻工作量选定简明设计风格。程序生成新岛方便开发人员在保持游戏机制不至太复杂的同时，又能为玩家提供丰富变化，让游戏更好玩，更值得反复探索。
《海岛文明》获普遍好评，大部分评论称赞游戏的极简设计风格，如简洁的视觉特效、轻松的音效设计，还有既简单又引人入胜的游戏机制。也有评论认为游戏应该朝更复杂的方向发展。《海岛文明》属2019年4月最畅销的20款新游戏。此外，游戏还入选许多电子游戏媒体的2019年最佳游戏。

## 游戏玩法

岛上放置马戏团，得分球显示潜在得分和损失分数。抬頭顯示器显示还差多少分可获下一个建筑包，可用建筑存量，以及通向下个岛屿的进度

玩家启动游戏后进入程序生成的小岛，岛屿分多种风格，有些地形不能放置个别类型建筑。玩家开始前可从两种建筑包二选一，每种都有一定数量的建筑，包含林业、农业和渔业等类别。从仓库选中的建筑周围呈现半透明球体，显示新建筑与其他建筑或树木等自然物体所需隔开的距离，以及放在各处能拿到的分数。不同建筑选中后的半透明球体尺寸不一。玩家确定建筑位置前就能看到所得分数，所以可以在岛上各处预览，自行决定最佳摆放地点。建筑放在关联建筑旁边的得分更高，无关建筑放在一起分数偏低。以马戏团为例，靠近房屋分数较高，靠近大厦较少。建筑方位一旦确定就不可更改，也不能铲除或在其上叠加，所以要想拿到高分，玩家必须谨慎选择。
建筑放到岛上后就从仓库消失，玩家分数达到预定值便能激活两个新建筑主题包并从中二选一，包裹内不但有已解锁建筑，还有刚刚选择的主题建筑。如此循环往复，玩家得以解锁金矿、度假村等高级建筑，有些类别需满足更高标准才能放置，潜在得分也更多。得分可填补屏幕底部进度条，全部充满后玩家就能点击前往下一个岛。解锁新建筑主题包或新岛后，下一次解锁所需分数上升。玩家积满进度条后可以留在当前小岛继续游戏，自行决定是否前往下一个岛。如果玩家仓库中的建筑用完，或岛上没有位置摆放建筑，通往下一个岛屿的分数又不够，则游戏结束。玩家分数是每轮游戏开始后在所有岛屿得分的总和，整体目标就是尽量提升得分。
游戏有意取消城市建造遊戲的许多常见功能，如资源累积、流量管理和技术研究。游戏没有支线任务或可选目标，只有简短的成就清单供玩家达成。《海岛文明》仅有的多人游戏元素是全球高分排行榜，列出玩家最高得分。

## 开发
保罗·施耐普夫（Paul Schnepf）、弗里德曼·阿曼罗德（Friedemann Allmenröder）和乔纳斯·泰罗勒（Jonas Tyroller）都在柏林工程与经济应用科学大学（HTW Berlin）研读电子游戏设计本科课程，三人共同组建灰熊游戏公司（Grizzly Games）。施耐普夫和阿曼罗德大二时先行合作开发简短的实验游戏。他们还在大二期间与同为学生的沙赫里亚尔·沙尔布（Shahriar Shahrabi）合作，开发极简风格飛鼠裝滑翔運動模拟器《超级飞行》（Superflight），并为发行创办灰熊游戏公司。沙尔布在《超级飞行》发行后退出，泰罗勒大三时加入，《海岛文明》同年开始研发。
《海岛文明》开始开发后，首先是三周的研究、原型制作和构想完善。开发组成员儿时都很喜欢《纪元》、《工人物语》和《模拟城市》等城市建造游戏，决定合作推动构想创作《海岛文明》。新游戏的开发周期不长，共计七个月，其中四个月主开发期，另外三个月是发行前的完善和准备。
阿曼罗德接受《游戏世界观察家》（Game World Observer）采访时称，新作是将前作《超级飞行》探索的构想演变而成，特别是极简风格和程序化生成功能。游戏由三人共同制作，每人都需承担多道研发工序。三人决定将游戏设计尽量简化，每局游戏时间不至太长，以此减轻开发工作量，确保游戏机制不至太复杂的同时，又能足够好玩，有充足的重玩價值。施耐普夫表示於《海岛文明》建造城市的過程就宛如在培育花園。
游戏采用的程序化生成功能源自《超级飞行》开发。开发组编写脚本，用预生成模板迅速组建新关卡，以此检测游戏机制。三人发现，如果每次启动游戏都有新关卡，玩家就乐意反复探索，这样还不用延长开发时间，故而决定在《海岛文明》沿用。阿曼罗德还称，开发游戏机制期间，团体反复讨论简化现有机制：“我们决定前都要扪心自问：能否再简单点儿？如果取消这种功能，游戏还好玩儿吗？”游戏经过昼夜更替等众多版本更迭，最后采用以简化的距离评分机制。

### 发行与更新
《海岛文明》采用Unity 3D游戏引擎，2019年4月4日在Steam率先面向Microsoft Windows平台发行。灰熊游戏公司随后推出众多更新，为游戏增加新内容。早期更新加入新岛屿和建筑类别，如海藻养殖场与纪念建筑；还有新游戏功能，如消除用户界面内容以便全方位截圖的照片模式。2019年6月20日，游戏推出最后一次重大更新，新增支持macOS和Linux平台，另有不含积分机制的沙盒模式，玩家可以不受限制地选择建筑，还在正常游戏模式新增撤消按钮，可以去除上一次放置的建筑。
《海岛文明：遊戲機版》由灰熊遊戲公司和Coatsink聯合開發，任天堂Switch版本於2021年8月11日發行。PlayStation 4和Xbox One版本於同年8月26日發行，且由於兩款遊戲機的後繼機型皆搭載功能，故遊戲也可於PlayStation 5和Xbox Series X/S平台遊玩。遊戲機版加入新岛屿、建筑类别和色彩搭配。Coatsink於2022年5月23日宣布已從灰熊遊戲公司收購《海岛文明》，並預計推出可下載內容、在更多平台發行遊戲，抑或開發續作。Coatsink也表明灰熊遊戲公司仍會參與遊戲系列開發。

## 反响
《海岛文明》获普遍好评，平均评分达82（最高100）。评论称赞刻意简化的游戏机制，极简、朴素的视觉美感，以及轻松的音效设计。游戏商业表现也很亮眼，属2019年4月Steam最热销的20款新游戏。2019年7月，《海岛文明》入选“Rock, Paper, Shotgun”网站年度最佳游戏。卢克·普兰克特（Luke Plunkett）在“Kotaku”网站发文，将本作列入2019年十佳游戏。该网站的保罗·塔马约（Paul Tamayo）称赞《海岛文明》给予玩家非常轻松的享受。
许多评论认可游戏的极简风格让人放松和思考。普兰克特认为《海岛文明》胜在纯粹，没有炫目夸张的旁枝末节转移玩家注意力，干扰游戏体验。电子游戏杂志《Edge》和网站的亚历克·梅尔（Alec Meer）都表示，摆放建筑的游戏机制令他们想到玩《俄羅斯方塊》时摆弄方块。评论员还称，操作简单促使玩家体验不同时长的玩法。许多评论对游戏只需很短时间就能玩上一盘赞不绝口。《Edge》杂志和“Polygon”网站的卡斯·马歇尔（Cass Marshall）声称，《海岛文明》就像“除味点心”，玩过更加复杂的游戏后，不如拿来放松一把。还有评论认为，《海岛文明》本身就适合长时间玩。
部分文章关注游戏视觉风格。法国游戏网站“千禧年”（Millenium）认为游戏整体颜色风格和物体形状与操作机制相辅相成。“技术猛禽”（TechRaptor）网站的塞缪尔·古列尔莫（Samuel Guglielmo）自称喜欢以“好看”为标准摆放建筑，哪怕导致分数减少也在所不惜。《Edge》评论员与古列尔莫看法类似，“在效率和美之间苦苦挣扎”，同时赞扬“干净利落的几何（图像）风格”，即使专注拿高分而忽视美观，岛屿看上去还是很漂亮。德国独立杂志《欢迎来到上星期》（Welcome to Last Week）刊登本杰·希勒（Benja Hiller）的文章，声称很高兴游戏中没有人物：“没有讨厌的人类。没有谁会在你面前恶意地摆动手指说：‘路面损毁，多加小心’”。
评论员认为《海岛文明》反映并鼓励哲学思维。“The Verge”网站的迈克尔·摩尔（Michael Moore）认为，经过玩家操作，各个岛屿的原始自然环境逐渐由密集建筑取代，感觉就像“人类剥削自然”的真实再现。克里斯蒂安·唐兰（Christian Donlan）通过“Eurogamer”网站表达类似看法：“看着游戏中美丽而朴素的岛屿堆满建筑，这到底是值得兴奋的成就，还是危害自然的罪行？”他特别认可游戏设定不强求操作，玩家可以自行选择。“独立游戏网站”（The Indie Games Website）发表瑞安·杨（Ryan Young）的评述，探讨《海岛文明》的“游戏态度”，即玩家乐于参与游戏并遵守各项规则的心态。在他看来，游戏节奏平缓，建筑摆放不理想又可能导致混乱，这些都会影响玩家的游戏态度。
部分评论批评游戏的极简设计理念。意大利游戏雜誌《游戏机器》（The Games Machine）的尼科洛·帕斯切托（Nicoló Paschetto）和“Rock, Paper, Shotgun”的爱丽丝·利古里（Alice Liguori）都对游戏没有动画人物、岛屿缺乏生机感到失望。还有评论批评游戏只有一首背景歌曲。“千禧年”认为单纯积分的游戏机制太过单调，应该加入更多目标。《Edge》杂志指出，建筑一旦摆放就无法更改，难免有些刻板；“暴击”（Critical Hit）的亚历山德罗·巴博萨（Alessandro Barbosa）也认为游戏没有撤消功能堪称败笔。许多评论对game over后又要从早期的简洁岛屿重新开始深感郁闷。瑞安·杨就称，从零开始感觉压力山大，他干脆不玩了。拉胡尔·希尔克（Rahul Shirke）在网站发文，希望新开局时增加岛屿尺寸和类型选择功能，减轻重新开始的挫折感；亚历克·梅尔建议加入玩家重置现有岛屿的功能。

### 遊戲機版
《海岛文明：遊戲機版》於多個平台皆獲普遍好評。評論員認為《海島文明：遊戲機版》玩法輕鬆且低多邊形畫面表現尚可，但批評遊戲在控制器操作下的手感欠佳。唐蘭認為Switch版本的操作體驗不如滑鼠簡練；「Nintendo Life」網站的罗兰·英格拉姆（Roland Ingram）和「Push Square」網站的罗伯特·拉姆齐（Robert Ramsey）表示在精細操作時可能會很繁瑣。「任天堂世界報導」的威廉·希尔霍斯特（Willem Hilhorst）批評Switch版本的操作方式相當惱人，並認為建築類別的放置提示不夠清晰明確。

## 後續
媒體將《海島文明》與其他同類型遊戲對比。在遊戲機版發行後，評論員將其與城市建造益智遊戲《築夢頌》、低多邊形城市建造遊戲《Townscaper》等作品比較。

2022年12月，杰弗里·邦廷（Geoffrey Bunting）在Eurogamer撰文稱《海島文明》和類似遊戲的興起與疫情有關。許多國家為控制疫情，在爆發前期實行封鎖措施。邦廷認為人們在封鎖期間的餘暇增加，遂透過遊玩極簡風格的休閒遊戲轉移注意力。